# Wycliffe Anyangu
Wycliffe Anyangu – kenijski piłkarz grający na pozycji obrońcy. W swojej karierze rozegrał 15 meczów w reprezentacji Kenii.

## Kariera klubowa
W swojej karierze piłkarskiej Anyangu grał w klubie AFC Leopards. Wraz z AFC Leopards wywalczył między innymi dwa mistrzostwa Kenii w sezonach 1988 i 1989.

## Kariera reprezentacyjna
W reprezentacji Kenii Anyangu zadebiutował 1 sierpnia 1987 w wygranym 1:0 meczu Igrzysk Afrykańskich 1987 z Tunezją, rozegranym w Kasarani. Z Kenią zajął 2. miejsce w tym turnieju. W 1988 roku powołano go do kadry na Puchar Narodów Afryki 1988, na którym zagrał jedynie w grupowym meczu z Kamerunem (0:0).
W 1990 roku Anyangu został powołany do kadry na Puchar Narodów Afryki 1990. Na tym turnieju rozegrał dwa mecze grupowe: z Senegalem (0:0) i z Zambią (0:1). Od 1987 do 1990 wystąpił w kadrze narodowej 15 razy.